# Old Vic

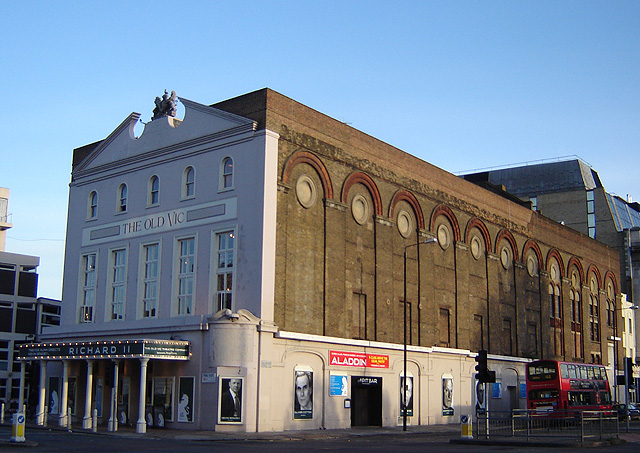
Old Vic, i korsningen Baylis Road och Waterloo Road.

Old Vic är en teater i London, känd för sina Shakespeare-uppsättningar.
Teatern uppfördes 1818, och fick senare namnet Royal Victoria Theatre, som i folkmun blev till Old Vic. Efter att ha varit en teater för breda melodramer återöppnades den 1880 som Coffee and Music Hall med en social reformprofil.
Den legendariska Lilian Baylis ledde teatern från 1898, och var ensam chef från 1912 till sin död 1937. Hon lyckades mellan 1914 och 1923, med Sybil Thorndike som ledande skådespelare, uppföra samtliga Shakespeare-skådespel, en bragd som Old Vic återupprepade 1953-1958 under Michael Benthall. 1926 knöts Ninette de Valois till teatern och skapade den berömda Sadler's Wells-baletten, som 1931 flyttade in i en egen byggnad.
1930- och 1940-talen var en storhetstid för teatern; nästan alla landets främsta skådespelare, bland andra John Gielgud, Laurence Olivier och Alec Guinness, arbetade periodvis för Old Vic under dessa år. Byggnaden  bombades dock 1941 och kunde först 1950 åter tas i bruk; under tiden spelade teatersällskapet på andra scener. Bristol Old Vic och Young Vic i London grundades båda i samarbete med Old Vic, men är självständiga teatersällskap sedan 1963 respektive 1974. Det nya Royal National Theatre disponerade Old Vic mellan 1963 och 1976 i väntan på en egen teaterbyggnad.
Senare fick Old Vic en osäker tillvaro. Det vitala turnésällskapet Prospect Theatre Company under Toby Robertson ingick kontrakt om att spela där sex månader om året, men gick snart i konkurs. 1982 köptes Old Vic av kanadensaren Edwin Mirvish, som sörjde för en överdådig restaurering, innan teatern åter öppnades 1983 med en musikal. I övrigt spelas också moderna och klassiska dramer, ofta som gästspel från andra teatrar.
Skådespelaren Kevin Spacey var konstnärlig ledare för teatern mellan 2003–2015. Åren 2015–2026 är dramatikern Matthew Warchus teaterns konstnärliga ledare.